# ラブラドル長石

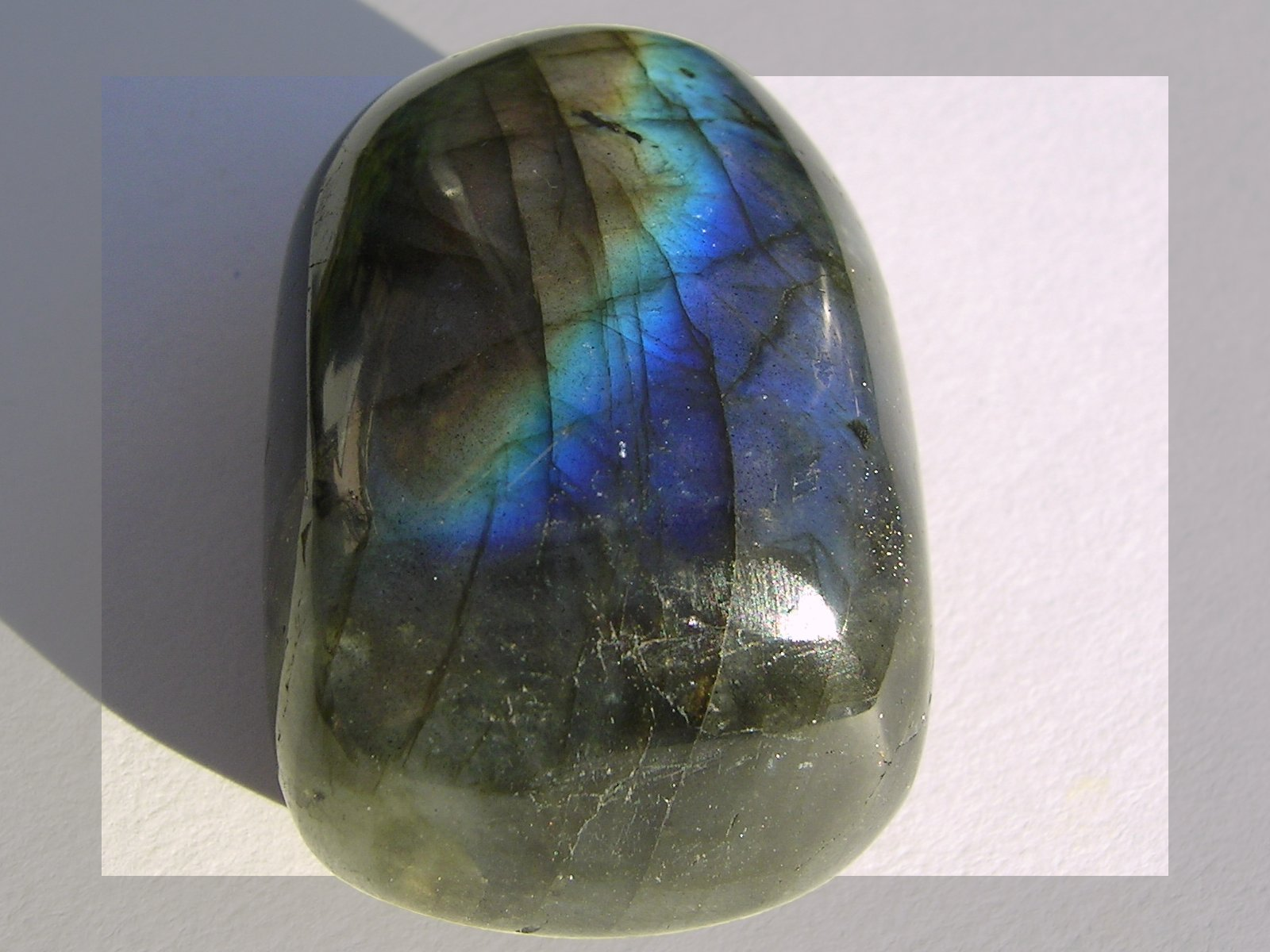
曹灰長石（ラブラドライト）

ラブラドル長石（ラブラドルちょうせき、labradorite、ラブラドライト）は、曹灰長石（そうかいちょうせき）とも呼ばれる斜長石の一種。灰長石の［(NaAlSi3O8)50-30(CaAl2Si2O8)50-70］組成相で、独立種ではない。
宝石ではなく準貴石としてラブラドライトという名前で販売されている。
光をあてると虹色の輝きを示す性質を持つ。これはイリデッセンス(又は遊色効果)という現象であり、ラブラドル長石のものは特にラブラドル効果、又はラブラドレッセンス(又はシラー効果)と呼ばれる。

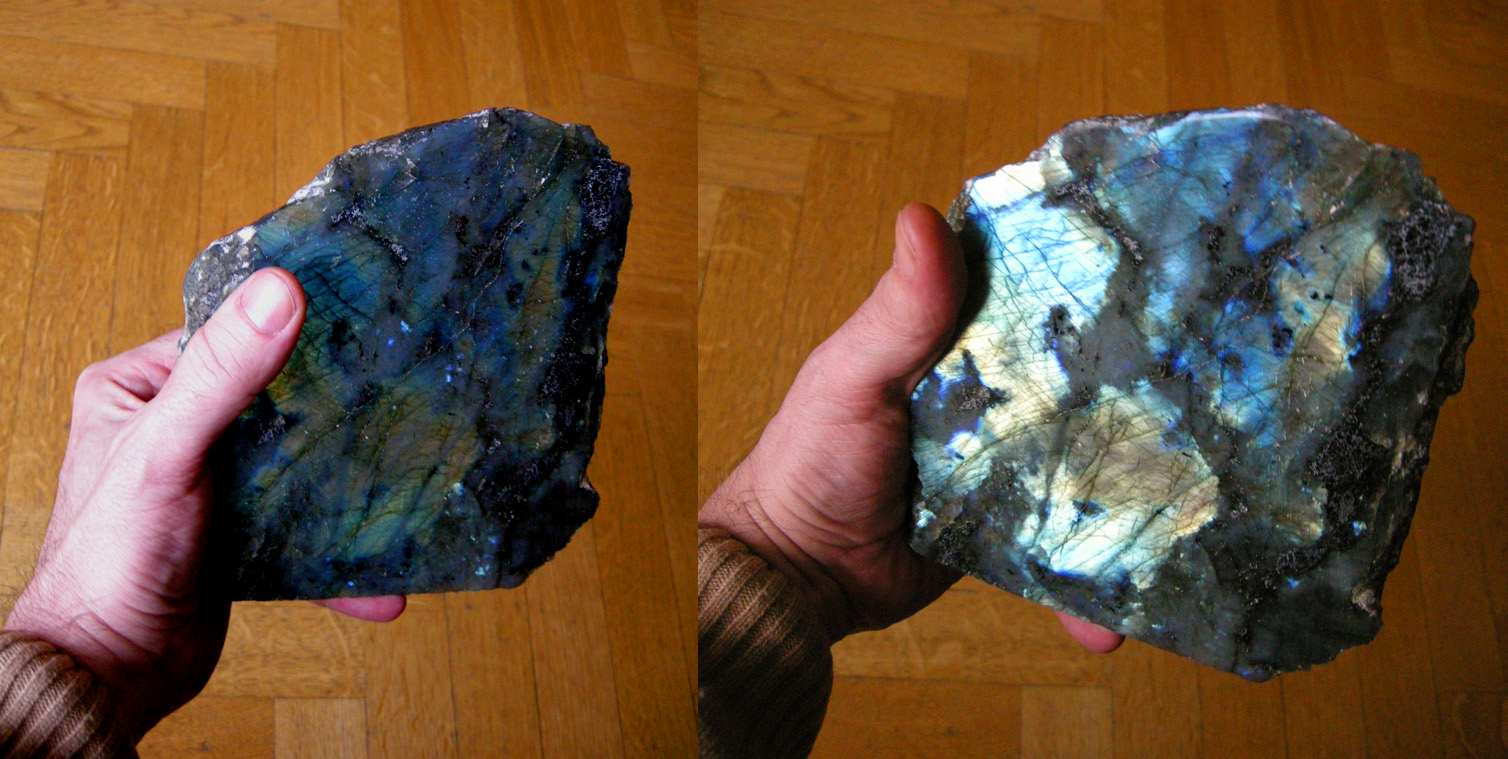
ラブラドレッセンス

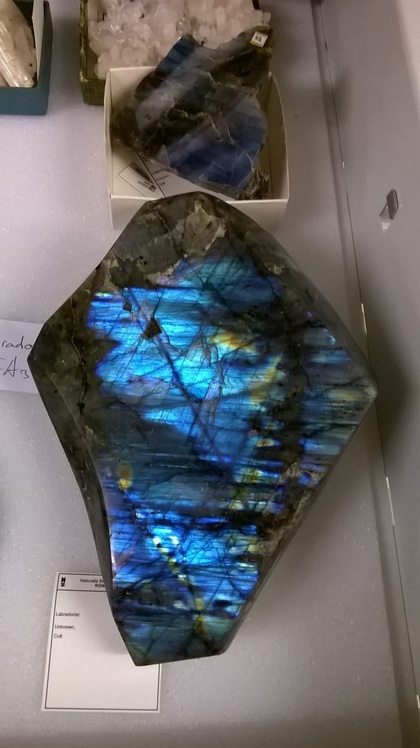
ブルーラブラドライト

斑れい岩、玄武岩など塩基性火成岩に含まれる斜長石は多くはラブラドル長石である。
ホワイトラブラドライトは、間違って、ブルームーンストーン、あるいはロイヤルブルームーンストーンとして売られている場合もある。(レインボームーンストーンもラブラドライトである。)

## 産出
カナダのラブラドル半島で産出するために、この名前がついた。